# 小行星7030
小行星7030（7030 Colombini）是一颗绕太阳运转的小行星，为主小行星带小行星。该小行星于1993年12月18日发现。

## 轨道参数
小行星7030的轨道半长轴为2.4391126 UA，离心率为0.238。